# Felipe Amorim
Felipe da Silva Amorim, mais conhecido como Felipe Amorim (Brasília, 4 de janeiro de 1991), é um futebolista brasileiro que atua como meio-campista. Atualmente, joga pelo Khon Kaen United.

## Carreira

### Início
Apareceu para o cenário nacional atuando na última rodada do Campeonato Brasileiro de 2010 contra o Corinthians, que lutava pelo título. O Goiás resolveu poupar seus jogadores titulares para a final da Copa Sul-Americana daquele ano e colocou em campo vários jogadores recém-promovidos à equipe profissional. Felipe Amorim se destacou, inclusive marcando seu primeiro gol no time profissional naquele jogo. Foi promovido ao plantel principal do Goiás em 2011.
Em 2012, conquistou seu primeiro título como profissional, ao ser campeão goiano. De 2010 a 2013, Felipe Amorim jogou em várias posições; em 2010 era lateral-direito; em 2011, meia; e em 2013, atacante.

### Paraná
Em julho de 2013, sem espaço, Felipe Amorim foi emprestado ao Paraná.

### Goiás
Voltou para o Goiás, após ser colocado como reaproveitado pelo treinador do Goiás. Após a chegada do novo técnico ao time, o atleta perdeu espaço entre os jogadores titulares. Participou do campeonato que venceu o campeonato brasileiro da série B de 2012, e ganhou dois campeonatos goianos de 2012 e 2013.

### Ceará
Em março de 2014, acerta seu empréstimo ao Ceará até o fim da temporada. Pelo clube, venceu o campeonato estadual de 2014.

### América Mineiro
Em janeiro de 2015, foi emprestado por uma temporada para o América Mineiro.

### Fluminense
Em dezembro de 2015, assinou contrato com o Fluminense. Integrou o elenco que venceu a Primeira Liga do Brasil de 2016.

### Coritiba
Em maio de 2016, Felipe Amorim foi envolvido em uma troca de empréstimo, indo para o Coritiba, até o final do ano, na troca, o Tricolor das Laranjeiras recebeu o jogador Dudu.

### América Mineiro
Em 2017, retornou ao América Mineiro, onde integrou a equipe que venceu o campeonato brasileiro da série B de 2017.

### Figueirense
Em janeiro de 2018, o Figueirense apresenta o jogador para a temporada. Apesar da rápida passagem estava entre o elenco que venceu o Campeonato Catarinense de Futebol de 2018.

### Guarani
Em 7 de janeiro de 2019, Felipe é contratado pelo Guarani para a temporada por empréstimo.  Sem muito espaço, Amorim não conseguiu firmar-se titular e teve breve passagem no clube por menos de um ano.

### Suphanburi
Em janeiro de 2020, com o fim do empréstimo do Guarani, o Fluminense concretizou a venda de Amorim para o clube tailandês, Suphanburi Football Club.

## Títulos
Goiás
- Campeonato Goiano: 2012 e 2013
- Campeonato Brasileiro - Série B: 2012

Ceará
- Campeonato Cearense: 2014

Fluminense
- Primeira Liga: 2016

América Mineiro
- Campeonato Brasileiro - Série B: 2017

Figueirense
- Campeonato Catarinense: 2018